# Kaisa Karjalainen
Kaisa Valvikki Karjalainen (* 3. Dezember 1993) ist eine Musikerin und Singer-Songwriterin aus Finnland. Sie singt und spielt Keyboards in der finnischen Band Maustetytöt. In der Vergangenheit war sie zudem Mitglied der Bands EHKÄ (deutsch: „Vielleicht“) und Kaneli (deutsch: „Zimt“). Bei Kaneli war sie Solistin und Bassistin, wobei sie vor allem auf Englisch sang. Bei EHKÄ war sie ebenfalls Solistin; sang jedoch – ebenso wie später bei Maustetytöt – ausschließlich auf Finnisch.

## Leben
Karjalainen verbrachte ihre Kindheit und einen Teil ihrer Jugend in Vaala, wohin ihre Familie aus Oulu zog als sie acht Jahre alt war. Ihr Vater ist ein mittlerweile pensionierter Diplom-Ingenieur und ihre Mutter Chemikerin, die beide in den 1950er Jahren geboren wurden. In ihrer Kindheit verbrachte Karjalainen viel Zeit in der Natur, vor allem im Gebiet des Nationalpark Rokua, wo sie unter anderem an Orientierungslaufwettbewerben sowie Sommercamps und Schwimmausflügen teilnahm.
2013 zog sie gemeinsam mit ihrer älteren Schwester Anna nach Helsinki, wo sie zunächst ein Biologiestudium begann, welches sie jedoch bereits nach kurzer Zeit wieder abbrach und stattdessen Bauingenieurwesen studierte. Vor ihrer Musikkarriere mit Maustetytöt arbeitete Karjalainen zudem in der Gastronomie.
Kaisa Karjalainen, die mittlerweile in Tampere lebt (Stand: 3. Januar 2024), geht auch heute noch gerne gemeinsam mit ihrer Schwester Anna Karjalainen zum Wandern in die Wälder. Die beiden Schwestern kommen daher nach eigener Aussage nach wie vor gerne nach Vaala, wo ihre Eltern ein relativ abgelegenes Haus am Ufer des Oulujärvi besitzen, um bei Aktivitäten in der Natur zur Ruhe zu kommen.

## Musik
Zur Musik fand Karjalainen vor allem durch die Kassetten ihres Vaters, der unter anderem The Beatles, Creedence Clearwater Revival, Juice Leskinen, Rauli Somerjoki und Eppu Normaali hörte. Zudem ist ihr Vater ebenso wie sie selbst, Fan der finnischen Band Leevi and the Leavings. Zu ihren Vorbildern zählt Karjalainen, die sich selbst vor allem als Songwriterin versteht, daher neben dem Sänger der Band, Gösta Sundqvist, unter anderem Vexi Salmi und Junnu Vainio. In ihrer Kindheit begleitete der Vater sie und ihre zwei Schwestern, Anna und Maija, oft mit seiner Gitarre. Ihr erstes Instrument war das Klavier. Später lernte sie zudem Akkordeon, Bass und Keyboards. Karjalainen ging auf das Musikgymnasium Madetoja (Finnisch: Madetojan musiikkilukio) in Oulu.
Gemeinsam mit ihren beiden älteren Schwestern Anna und Maija gründete sie 2008 ihre erste Band namens Kaneli. Sechs Jahre später gründete sie zusammen mit Janne Aslak Räsänen zudem die Band EHKÄ. Im Jahr 2017 gründete sie schließlich gemeinsam mit ihrer Schwester Anna Karjalainen die Band Maustetytöt, wobei auch hier ursprünglich ihre Schwester Maija als Schlagzeugerin und drittes Bandmitglied vorgesehen war. Ihre erste Single namens Tein kai lottorivini väärin („Ich muss den Lottoschein falsch ausgefüllt haben“), nahm die Band im Februar 2019 auf. Karjalainens Naturverbundenheit spiegelt sich insbesondere in dem Song Ne tulivat isäni maalle („Sie kamen auf das Land meines Vaters“) wider, in dem es unter anderem um Umweltzerstörung und die kurzfristige Gewinnsuche in der Forst- und Zellstoffindustrie geht.

## Diskografie

### EHKÄ

#### EP
- Työttömän yövuoro (2015)[19]
- Sää, sääsket ja sä (2016)[20]

### Kaneli

#### Studioalben
- Hazy Days (2016)[21]

#### EP
- Tommy's Broken Guitar (2012)[22]

### Maustetytöt

#### Studioalben
- Kaikki tiet vievät Peltolaan (2019)[23]
- Eivät enkelitkään ilman siipiä lennä (2020)[24]
- Maailman onnellisin kansa (2023)[25]

#### EP
- Maustetytöt X Agents (2022)[26]

## Filmografie
- Suomi on maalainen (TV-Serie), 2020[27]
- Fallende Blätter, 2023[28][29]